# Bram Peper
Abraham (Bram) Peper (Haarlem, 13 februari 1940 – Capelle aan den IJssel, 20 augustus 2022) was een Nederlands burgemeester, politicus en hoogleraar sociologie. Hij was van 1982 tot 1998 burgemeester van Rotterdam en van 1998 tot 2000 minister van Binnenlandse Zaken. Peper was lid van de Partij van de Arbeid (PvdA).

## Levensloop

### Jeugd en studie
Bram Peper werd geboren als zoon van een metaalbewerker. Zijn vader was lid van de CPN, maar brak in de jaren vijftig met het communisme. Tijdens de Tweede Wereldoorlog was zijn vader actief in het illegale verzet. Hij zat bij een groep die was gelieerd aan Hannie Schaft. Peper volgde de HBS-B. Hij was 24 jaar toen zijn vader op slechts 46-jarige leeftijd overleed. Op dat moment studeerde Bram sociale wetenschappen aan de Universiteit van Amsterdam. In 1963 zette hij zijn studie voort aan de Universiteit van Oslo. In 1965 haalde hij in Amsterdam cum laude zijn doctoraal examen.

### Voetballoopbaan
Op tienjarige leeftijd begon Bram Peper als voetballer bij HVV DSK. Peper kwam tussen 1957 en 1963 als spits uit voor RCH in Heemstede op het tweede en derde niveau van het profvoetbal. Hij speelde daar, tijdens zijn studententijd, als amateur en speelde in 1959 eenmalig voor het Nederlands amateurvoetbalelftal. Ook kwam hij tot 1963 verschillende keren uit voor het Nederlands studentenelftal. Na RCH speelde hij nog voor AFC, VOC en BVC Bloemendaal. Als burgemeester van Rotterdam speelde hij in een lager team van VOC.

### Hoogleraarschap, partij-ideoloog

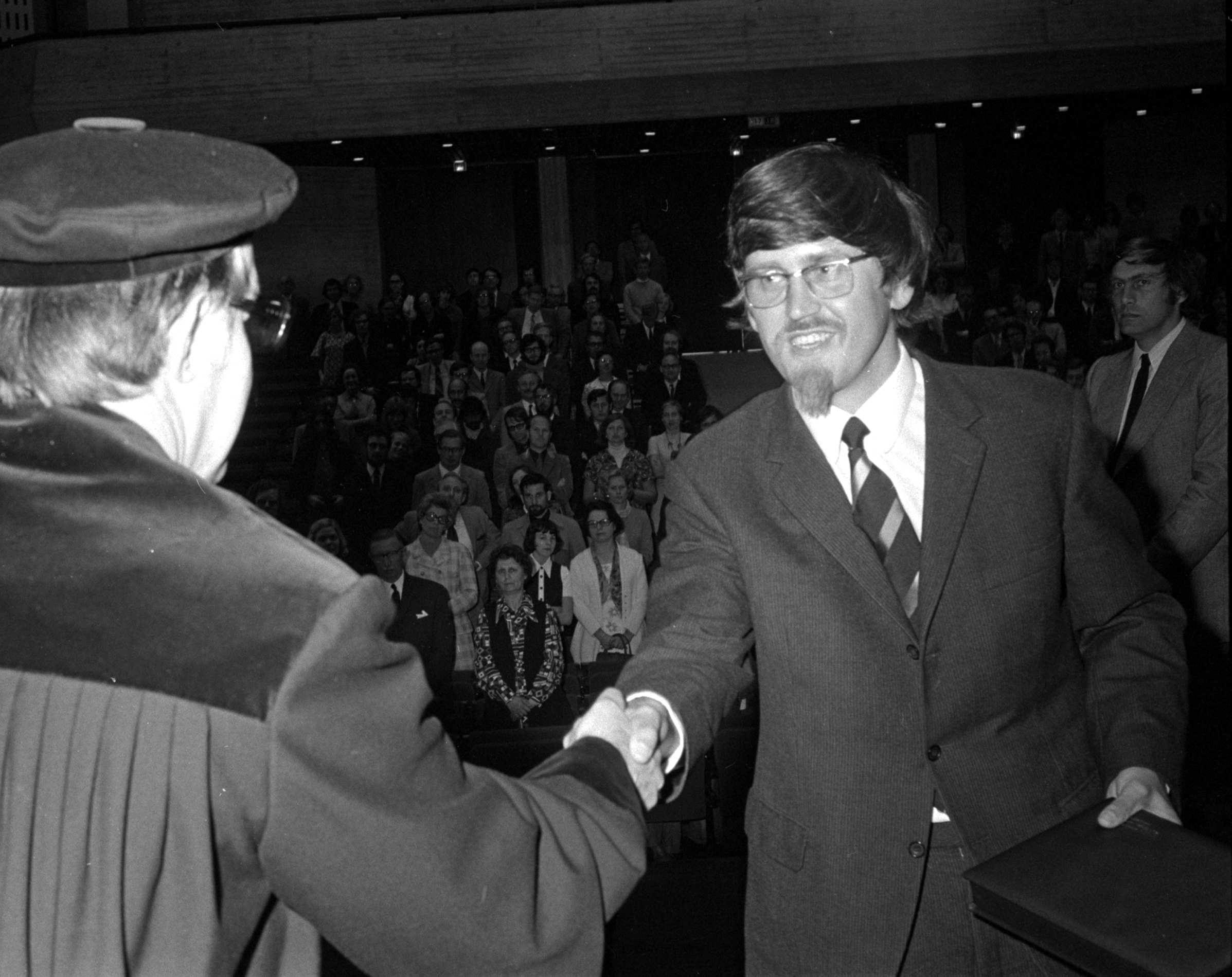
Promotie van Peper onder J.A.A. van Doorn in de sociale wetenschappen, 1972

Peper promoveerde in mei 1972 aan de Nederlandse Economische Hogeschool bij socioloog J.A.A. van Doorn, van wie hij sinds 1968 assistent was. Hij deed promotieonderzoek naar de institutionalisering van het naoorlogse opbouwwerk.
Na zijn promotie werkte hij als hoogleraar sociologie aan de Erasmus Universiteit te Rotterdam. Van 1974 tot 1977 was hij tevens beleidsadviseur bij het ministerie van CRM en van 1980 tot 1982 was hij kroonlid van de Sociaal-Economische Raad. Peper was actief binnen de PvdA en gold als belangrijk doch gematigd denker binnen de partij. Hij was adviseur van bewindslieden en de Rotterdamse burgemeester André van der Louw en was betrokken bij de Steenwijkgroep, een informele groep van PvdA-politici rond Van der Louw.
Ook was hij van 1972 tot 1983 lid van het landelijk bestuur van zijn partij, onder andere als tweede vice-voorzitter. Hij had de bijnaam Soeslov aan de Maas, naar Michail Soeslov, een ideoloog van het Sovjet-regime. Peper pleitte indertijd onder andere voor een hardere aanpak van de criminaliteit en wierp de vraag op of integratie met behoud van culturele identiteit niet een verkeerd uitgangspunt was.

### Burgemeesterschap Rotterdam
Op 18 maart 1982 werd Peper benoemd als burgemeester van Rotterdam. Hij was net 42 jaar en daarmee een van de jongste burgemeesters van een grote Nederlandse stad. Hij werd verkozen boven Schelto Patijn, omdat de vertrouwenscommissie van de gemeenteraad een 'lichte voorkeur' had voor de in Rotterdam bekendere Peper. In het toenmalige kabinet-Van Agt II werd de keuze beschouwd als een interne PvdA-zaak.

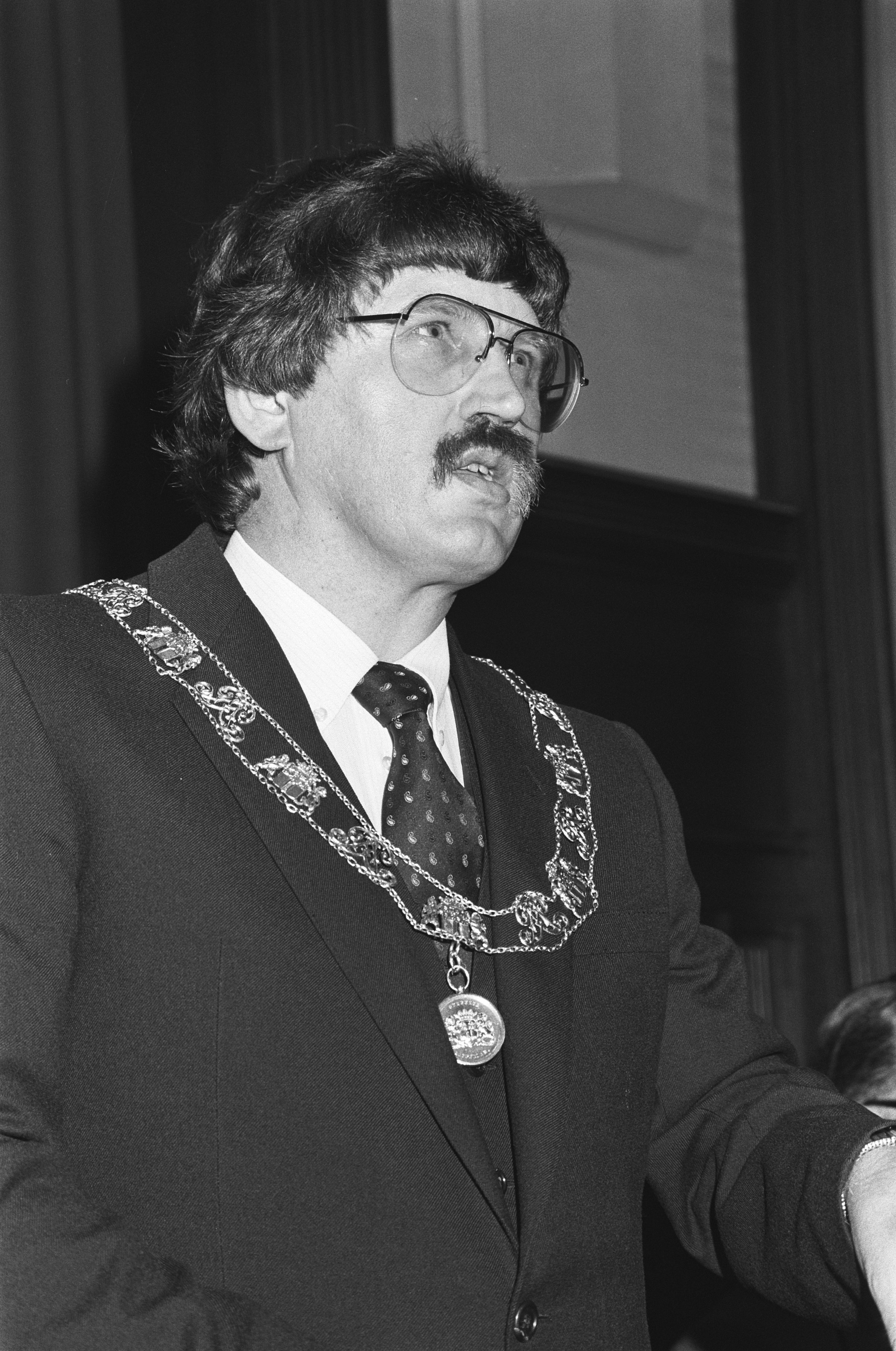
Peper bij zijn installatie als burgemeester van Rotterdam (1982)

Twee jaar na zijn aantreden als burgemeester verscheen op 15 maart 1984 in het tijdschrift Vrij Nederland een geruchtmakend interview met Peper en zijn toenmalige vrouw, opgetekend door Ischa Meijer met wie Peper enigszins bevriend was. Meijer had het interview full quote weergegeven. De uitspraken van Peper en zijn vrouw werden als choquerend ervaren. Peper noemde aandacht voor incidenten waarbij hij betrokken was een heksenjacht, verweet zijn partij dwars te liggen en klaagde over gebrek aan medewerking van de afdeling voorlichting. Zijn vrouw stelde in het interview: 'Bram en ik doen deze job helemaal samen'. Het echtpaar bood nog dezelfde week in dagblad Het Vrije Volk zijn excuses aan.
Na deze crisis en een wat stroef begin van zijn burgemeesterschap kende Peper een zekere bloeitijd. De wederopbouw van Rotterdam naderde zijn voltooiing. Eind jaren tachtig werden als sluitstuk de lege plekken aan het Weena opgevuld met hoge gebouwen, waardoor Rotterdam een geheel nieuwe skyline kreeg. In 1990 liep de viering van het 650-jarig bestaan van de stad uit op een fiasco, hetgeen Peper persoonlijk aangerekend werd. Daarnaast kampte hij met een huwelijksbreuk en een drankprobleem. Een reis naar Zuid-Amerika werd in november 1990 wegens oververmoeidheid voortijdig afgeblazen. Na ruim twee maanden ziekteverlof hervatte hij in februari 1991 zijn werkzaamheden.
De tweede helft van zijn tijd als burgemeester van Rotterdam ging Peper minder vlot af. Hij kwam weliswaar als winnaar uit de bus in zijn strijd tegen dominee Hans Visser en de perikelen rond Perron Nul, maar in 1995 leed Peper een gevoelige nederlaag over de opdeling van de stad ten gunste van een nieuw te vormen Stadsprovincie Rijnmond. Peper had fors ingezet op de stadsprovincie, maar de gemeenteraad was aanvankelijk niet op de hoogte. De Stadspartij kwam in verzet, en 'de Stadspartizaan' hing posters op met een foto van Peper en de tekst 'ik wil Rotterdam opheffen'. Bij een door D66 begonnen referendum verwierp bijna negentig procent van de stemmers het plan, waarna het wetsvoorstel stilletjes werd ingetrokken.
Ook de benoeming van een nieuwe korpschef verliep niet gladjes. Peper liet zijn oog vallen op de ex-landmachtgeneraal Jan Willem Brinkman om de gesloten politiecultuur te doorbreken. Het werd geen succes en na een jaar was het voor Brinkman door alle conflicten onmogelijk verder te functioneren.
Hij schreef de tekst voor de Den Uyl-lezing die partijgenoot Wim Kok in 1995 uitsprak, met daarin de zinsnede "het afschudden van ideologische veren is voor een politieke partij als de onze niet alleen een probleem, het is in bepaalde opzichten een bevrijdende ervaring". Hij bedoelde daar overigens niet mee dat de PvdA zich moest ontdoen van haar ideologie, maar dat ideologische scherpslijperij de partij niet verder bracht.
Bij zijn afscheid werd in 1998 aan Peper de Van Oldenbarneveltpenning toegekend; de hoogste gemeentelijke onderscheiding van de stad Rotterdam. Hij stuurde de penning in 2001 terug naar aanleiding van de bonnetjesaffaire. In oktober 2003 zei Peper in 2006 als gekozen burgemeester in Rotterdam te willen terugkeren. Aangezien het voorstel om met gekozen burgemeesters te werken werd afgewezen, kwam van dit plan niets terecht.

### Ministerschap
Vanaf 3 augustus 1998 was Peper minister van Binnenlandse Zaken van het kabinet-Kok II. Vanaf september 1999 verschenen in de media echter diverse berichten over Pepers declaraties uit zijn burgemeestersperiode die niet correct zouden zijn geweest, een geheim burgemeesterspotje waaruit onterechte betalingen zouden zijn verricht, privégebruik van het schip de Nieuwe Maze, en horkerig gedrag tegenover personeel. Het werd duidelijk dat Peper in zijn laatste jaren als burgemeester weinig vrienden had gemaakt op het stadhuis in Rotterdam.
Op 13 maart 2000 trad Peper af als minister, volgens eigen zeggen om het openbaar bestuur niet te belasten en om zich beter tegen de aantijgingen te kunnen verweren. Op 15 maart 2000 maakte Peper zijn declaraties openbaar via internet. Op 17 maart verscheen het rapport van de Rotterdamse Commissie tot Onderzoek van de Rekening, waarin werd gesteld dat Peper niet juist had gedeclareerd. Dit rapport was aanleiding tot een twee jaar durende juridisch strijd.

#### Bonnetjesaffaire
De bonnetjesaffaire ving aan in september 1999 toen Radio Rijnmond meldde dat er binnen het Rotterdamse stadhuis sprake zou zijn van fraude. Ook voormalig burgemeester Bram Peper werd genoemd. Het zou gaan om valselijk declareren van reizen, diners, kleding, cadeaus en het privégebruik van de dienstauto en het partyschip van het Gemeentelijk Havenbedrijf. De Commissie tot Onderzoek van de Rekening van de gemeente Rotterdam stelde een onderzoek in naar onder meer het declaratiegedrag van Peper in de periode 1986-1998. Dit onderzoek werd uitgevoerd door accountants van KPMG. KPMG constateerde dat Peper voor 64.000 gulden ten onrechte zou hebben gedeclareerd. Voor deze fraude zou Peper ook door het OM vervolgd worden. Peper legde zich niet neer bij de conclusies van KPMG en vocht het rapport aan.
Een lange juridische strijd volgde. Aanvankelijk zocht Peper, tevergeefs, steun bij de PvdA. In 2003 zei hij daarover: "Ik was duidelijk geen prioriteitsaandeel meer. Je bent politiek dood en dan moet je in je graf blijven liggen." Het OM kwam tot een andere conclusie dan KPMG en de gemeente Rotterdam. Het achtte bewezen dat Peper in de periode 1986 - 1998 7.500 gulden incorrect had gedeclareerd. Nadat Peper dit bedrag had teruggestort, eindigde het strafrechtelijk onderzoek. Op 13 december 2000 liet het OM weten dat het Peper niet verder zou vervolgen. Peper was toen al een zaak tegen KPMG begonnen. Hij stelde dat het onderzoek van KPMG suggestief was en niet daadwerkelijk met bewijzen kwam.
Peper klaagde KPMG aan bij de Raad van Tucht voor accountants. Deze tuchtraad vond drie klachten van Peper gegrond, omdat KPMG feiten over declaraties onjuist gepresenteerd zou hebben. De feiten zelf werden niet betwist. KPMG en Peper namen geen genoegen met het oordeel van de tuchtraad en stapten naar het College van Beroep voor het bedrijfsleven. Het oordeel van het college was verstrekkender dan het oordeel van de tuchtraad. Het college vond dat KPMG deels onjuiste feiten had gepubliceerd. Ook was KPMG ernstig tekortgeschoten door geen extra onderzoek te doen toen kort na publicatie van het rapport bleek dat het niet over alle informatie beschikte. Ook handelde KPMG onjuist door zonder onderbouwing feiten te stellen om vervolgens het tegenbewijs aan Peper te laten. Volgens het college kon die onmogelijk in staat worden geacht zich op detailniveau te verantwoorden voor declaraties van dertien jaar oud.
In maart 2003 kwam hij met KPMG een schikking overeen, waarbij KPMG hem een schadevergoeding betaalde. Hoe hoog het bedrag was, werd niet bekendgemaakt. Volgens dagblad Trouw kreeg Peper als voorschot een bedrag van 340.000 euro. Naar aanleiding van de bonnetjesaffaire raakte Peper gebrouilleerd met het gemeentebestuur van Rotterdam en zijn opvolger Ivo Opstelten.

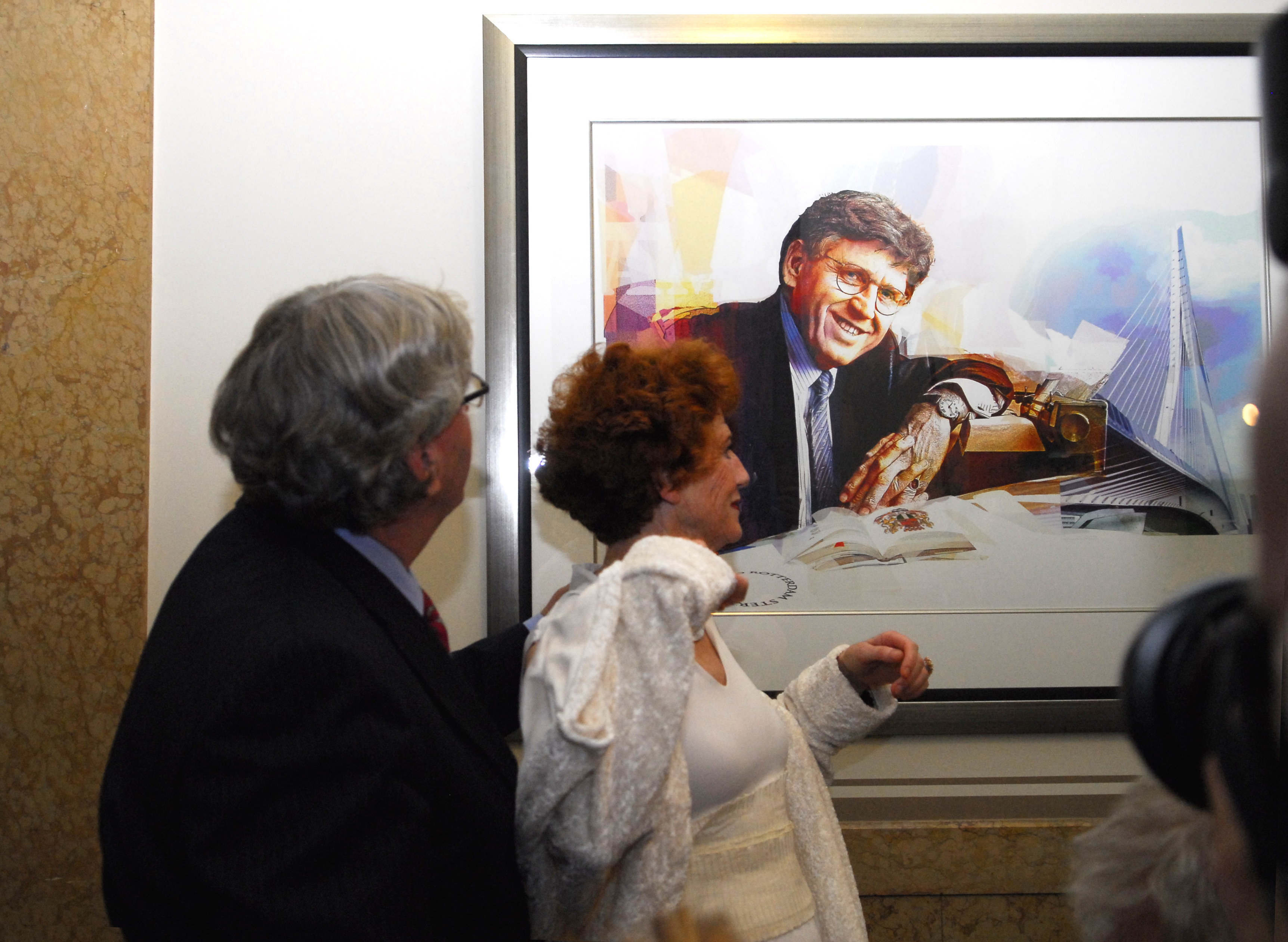
Ambtelijk portret met de schilderes Clazien Immink, 2008

In 2008 werden de verhoudingen tussen het gemeentebestuur en Peper genormaliseerd met de onthulling in het Rotterdamse stadhuis van zijn portret, geschilderd door Clazien Immink.
In 2001 verscheen het boek Afrekenen met Peper van de onderzoeksjournalisten Bas Soetenhorst en Michiel Zonneveld. Zij concludeerden dat het rapport van KPMG te suggestief was en Peper deels ten onrechte in een kwaad daglicht stelde. Feitelijke bewijzen waren er volgens hen minder dan werd voorgespiegeld. Wel maakten ze gewag van het feit dat er binnen de gemeente Rotterdam een cultuur bestond waarin geen vragen gesteld werden over declaratiegedrag van de leden van het bestuur, hun uitgaven werden niet gecontroleerd. De schrijvers stelden dat Peper mede debet was aan het ontstaan van deze cultuur.

### Hoogleraarschap Nyenrode
Per 1 mei 2002 werd Peper benoemd tot hoogleraar Public Management aan de Nyenrode Business Universiteit te Breukelen. Eind mei 2004 nam hij ontslag omdat de directie van Nyenrode weigerde een driedaagse studiereis naar de Europese Unie in Brussel te vergoeden. Deze reis wilde Peper maken met zijn studenten.

### Iran Comité
Peper was voorzitter van het Iran Comité, dat met bezorgdheid de islamitische regering in Iran volgt. Hierin werkte Peper samen met Ronny Naftaniel van het CIDI en met jongerenorganisatie PerspectieF (CU).

### Overlijden
Peper overleed in 2022 na een kort ziekbed op 82-jarige leeftijd.

## Privéleven

### Huwelijken
Peper was drie keer getrouwd en even vaak gescheiden. Uit zijn eerste huwelijk had hij twee kinderen, uit zijn tweede één kind. In 1990 ontmoette hij Neelie Kroes, de voormalige VVD-minister van Verkeer en Waterstaat. Ze trouwden in 1995 en verschenen regelmatig tezamen in de media. In 2002 gingen Peper en Kroes gescheiden wonen, wat een jaar later uitmondde in zijn derde echtscheiding. In een op 28 mei 2008 uitgezonden interview vertelde Peper tegen Sven Kockelmann op de zender Het Gesprek dat hij en Kroes geen contact meer onderhielden.

### Vriendschap met Gerard Reve
Vanaf 1987 correspondeerde Peper jarenlang met de Nederlandse schrijver Gerard Reve. Een selectie uit deze correspondentie is gebundeld als Brieven aan Bram P. 1987-1999 en verscheen in 2003 bij De Bezige Bij.

## Voetbalstatistieken
| Seizoen         | Club            | Competitie       | Competitie | Competitie | Beker | Beker | Overig | Overig | Totaal | Totaal |
| Seizoen         | Club            | Competitie       | Wed.       | Dlp.       | Wed.  | Dlp.  | Wed.   | Dlp.   | Wed.   | Dlp.   |
| --------------- | --------------- | ---------------- | ---------- | ---------- | ----- | ----- | ------ | ------ | ------ | ------ |
| 1957/58         | RCH             | Eerste divisie B | 5          | 0          | –     | 0     | 0      | 0      | –      | 0      |
| 1958/59         | RCH             | Eerste divisie B | 6          | 0          | –     | 0     | 0      | 0      | –      | 0      |
| 1959/60         | RCH             | Eerste divisie B | 17         | 8          | –     | –     | 0      | 0      | 17     | 8      |
| 1960/61         | RCH             | Eerste divisie B | 28         | 13         | –     | 1     | 0      | 0      | –      | 14     |
| 1961/62         | RCH             | Tweede divisie   | 14         | 5          | –     | 0     | 0      | 0      | –      | 5      |
| 1962/63         | RCH             | Tweede divisie B | 2          | 1          | –     | 0     | 0      | 0      | –      | 1      |
| Carrière totaal | Carrière totaal | Carrière totaal  | 73         | 27         | –     | 1     | 0      | 0      | –      | 28     |